# 四氟化铂
四氟化铂是一种无机化合物，化学式为PtF
4，在固态时，其分子具有八面体构型。

## 制备
四氟化铂的制备最初由亨利·莫瓦桑报道，其方法是在氟化氢存在下对金属铂进行氟化。现在使用的方法利用了六氟化铂的热分解反应。